# Колупання в носі
Колупання в носі — це акт витягування носового слизу пальцем (ринотилексія) і може включати подальше поїдання виділеного слизу (мукофагія).
У західних культурах цей вчинок зазвичай вважається соціально-девіантним; батьки та педіатри історично намагалися запобігти розвитку звички та спробувати позбутися її, якщо вона вже склалася. Мукофагія — джерело насмішок і розваг у ЗМІ.

## Поширеність
Колупання в носі є надзвичайно поширеною звичкою: деякі опитування показують, що вона майже повсюдна, коли люди колупаються в носі в середньому близько чотирьох разів на день. В 1995 році було проведено дослідження ринотилексії, у рамках якого було проведено опитування 1000 випадково вибраних дорослих із штату Вісконсин, США, зібрало 254 відповіді. Він визначив колупання в носі як «введення пальця (або іншого предмета) у ніс з наміром видалити засохлі виділення з носа». З тих, хто відповів, 91 % сказали, що зараз колупають ніс (але лише 75 % з них вважають, що це роблять усі), а двоє респондентів заявили, що витрачають від 15 до 30 хвилин і від однієї до двох годин на день на колупання у носі.
Слизові оболонки носової порожнини постійно виробляють вологий слиз, який видаляє пил і хвороботворні мікроорганізми з повітря, що проходять через порожнину носа. Здебільшого війки, які також устилають порожнину, працюють для переміщення слизу до горла, де його можна проковтнути. Однак не весь слиз залишається достатньо рідким, щоб його рухали війки. Чим ближче слиз до отвору ніздрі, тим більше вологи він втрачає із зовнішнім повітрям, і тим більша ймовірність висихання та застрявання. Після висихання слиз, як правило, викликає відчуття подразнення, що призводить до примусу зняти свербіж колупанням. Інші причини для видалення надлишку засохлого слизу включають утруднене дихання через ніс і занепокоєння, що його можуть побачити інші в отворах ніздрів.
У деяких культурах колупання в носі вважається приватним актом, подібним до дефекації, сечовипускання, метеоризму, відрижки або мастурбації. Мукофагія, тобто поїдання виділеного слизу, може вважатися більш табуйованим і іноді зображується в комедіях.

## Ринотиллексоманія
Коли колупання в носі стає зосередженою на тілі повторюваною поведінкою або обсесивно-компульсивним розладом, це називається ринотиллексоманія. Більшість випадків не відповідають цьому патологічному порогу. Однак, коли це відбувається, можна застосовувати методи лікування, подібні до інших BFRB, наприклад, тренування для відновлення звички та роз'єднання.

## Медичні ризики та переваги
Середовище носа та видалені засохлі виділення містять багато мікроорганізмів. Якщо людина заразна застудою, грипом або іншим вірусом, важливо негайно вимити руки або інші предмети, які використовуються для видалення слизу, оскільки існує ризик занесення мікроорганізмів в інші частини тіла або інших людей, оскільки у багатьох суспільствах є нормою потискання руки.
Колупання в носі брудними пальцями або нігтями може підвищити ризик інфікування, яке може включати збільшення різноманітності флори носа (і, отже, інфекцію чи хворобу), або випадкові носові кровотечі. Один випадок ринотиллексоманії спричинив перфорацію носової перегородки та самоіндуковану етмоїдектомію. У дітей найчастішим ускладненням, пов'язаним із колупанням у носі, є носова кровотеча. Інфекції або перфорація носової перегородки нечасті, але можуть виникнути. Колупання в носі, однак, не повинно впливати на нюх, оскільки носова порожнина, де розташовані нюхові нерви, розташована занадто високо, щоб дотягнутися до неї.
Деякі вчені стверджують, що мукофагія приносить користь організму людини. Фрідріх Бішінгер, австрійський лікар, який спеціалізується на легенях, виступає за використання пальців для збирання носового слизу, а потім проковтування його, заявляючи, що люди, які роблять це, отримують «природний стимул для своєї імунної системи». Слиз містить «коктейль антисептичних ферментів, які вбивають або послаблюють багато бактерій, що містяться в ньому», тому повторне введення «послаблених» мікроорганізмів «може надати імунній системі можливість виробляти антитіла у відносній безпеці». Однак інші вчені стверджують, що «оскільки козюлі виготовляються з тих самих інгредієнтів, що й слиз, який ми ковтаємо щодня,… їх вживання не має великого значення для вашої імунної системи».